# N-acetilgalaktozamin-6-sulfataza
N-acetilgalaktozamin-6-sulfataza (EC 3.1.6.4, hondroitinska sulfataza, hondroitinaza, galaktoza-6-sulfatna sulfataza, acetilgalaktozamin 6-sulfataza, -acetilgalaktozamin-6-sulfatna sulfataza, -acetilgalaktozamin 6-sulfataza) je enzim sa sistematskim imenom N-acetil--galaktozamin-6-sulfat 6-sulfohidrolaza. Ovaj enzim katalizuje sledeću hemijsku reakciju
hidroliza 6-sulfatnih grupa N-acetil--galaktozamin 6-sulfatnih jedinica hondroitin sulfata i D-galaktoza 6-sulfatnih jedinica keratan sulfata

## Literatura
- Nicholas C. Price; Lewis Stevens (1999). Fundamentals of Enzymology: The Cell and Molecular Biology of Catalytic Proteins (Third изд.). USA: Oxford University Press. ISBN 019850229X.
- Eric J. Toone (2006). Advances in Enzymology and Related Areas of Molecular Biology, Protein Evolution (Volume 75 изд.). Wiley-Interscience. ISBN 0471205036.
- Branden C; Tooze J. Introduction to Protein Structure. New York, NY: Garland Publishing. ISBN 0-8153-2305-0.
- Irwin H. Segel. Enzyme Kinetics: Behavior and Analysis of Rapid Equilibrium and Steady-State Enzyme Systems (Book 44 изд.). Wiley Classics Library. ISBN 0471303097.

## Spoljašnje veze
- N-acetylgalactosamine-6-sulfatase на 